# Frontière entre la Hongrie et la Serbie
La frontière entre la Hongrie et la Serbie est la frontière séparant la Hongrie et la Serbie.

## Histoire
La frontière actuelle date de 2006, à la suite de l'indépendance de la Serbie déclarée le 5 juin (le Monténégro avait proclamé son indépendance le 3 juin). Elle succède ainsi à la frontière entre la Hongrie et la Serbie-et-Monténégro, qui avait elle-même succédé à la frontière entre la Hongrie et la Yougoslavie trois ans plus tôt.
En juillet 2015, la Hongrie commence la construction d'un mur de 175 kilomètres de longueur sur la frontière est près de Mórahalom, dans le but de réduire le flux de migrants sur la frontière extérieure de l'espace Schengen. Cette construction fait suite à la fermeture de la frontière en juin 2015. La réalisation sur l'ensemble des 175 kilomètres de la frontière aurait un coût de 20 millions d'euros.

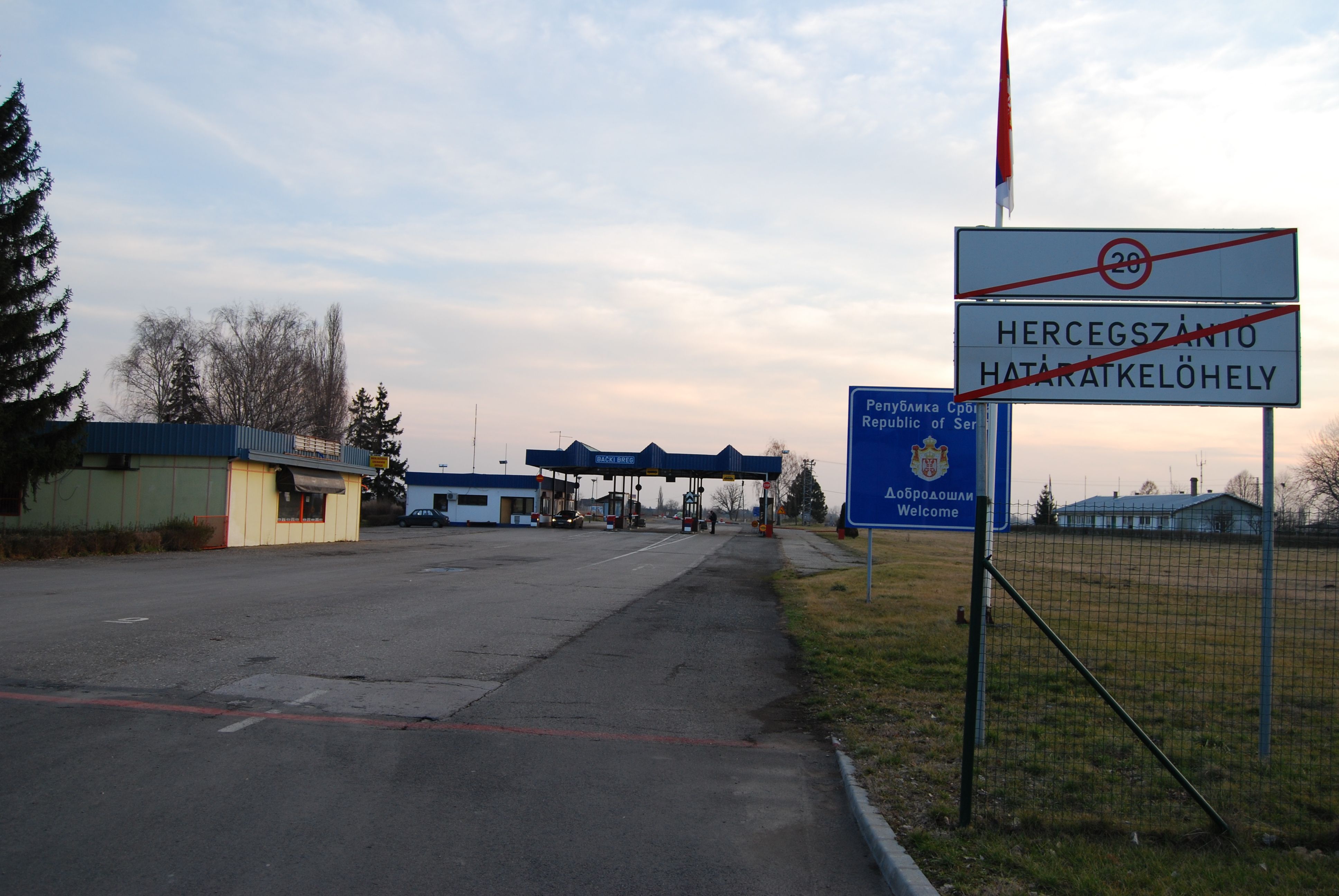
Poste de douane sur la frontière depuis le côté hongrois en direction de la Serbie non loin des villages de Hercegszántó et de Bački Breg.